# Mueller Glacier
Il Mueller Glacier (Ghiacciaio Mueller) è un ghiacciaio di 13 chilometri di estensione che si trova nell'Isola del Sud in Nuova Zelanda.
È stato chiamato così in onore del botanico ed esploratore Ferdinand von Mueller.

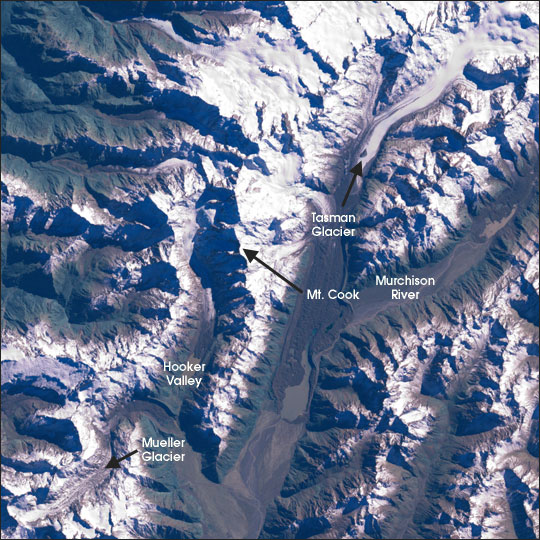
Foto satellitare della zona del Monte Cook, il Mueller Glacier si trova in basso a sinistra.